# Pali się
Pali się – singiel polskiego zespołu muzycznego Tulia, wydany we wrześniu 2018 i umieszczony na pierwszym albumie studyjnym grupy, zatytułowanym Tulia. Piosenkę napisały Nadia Dalin i Sonia Krasny.
8 marca 2019 premierę miała nowa, dwujęzyczna wersja piosenki, „Fire of Love (Pali się)”, która reprezentowała Polskę w 64. Konkursie Piosenki Eurowizji. Anglojęzyczną część tekstu napisali Allan Rich i Jud Friedman.
Do obu wersji językowych wydano oficjalne teledyski, które umieszczono na kanale „TuliaVEVO” w serwisie YouTube.

## Konkurs Piosenki Eurowizji
Kompozycja reprezentowała Polskę w 64. Konkursie Piosenki Eurowizji w Tel-Awiwie. Piosenka została zaprezentowana przez zespół Tulia jako czwarta w kolejności w pierwszym półfinale konkursu, rozgrywanym 14 maja i nie zakwalifikowała się do finału zajmując 11 miejsce z 120 punktami na koncie.

## Teledysk
Przedstawiciel zespołu potwierdził, że główną inspiracją przy tworzeniu teledysku był film Pawła Pawlikowskiego Zimna wojna (2018). W filmie pojawiają się sceny polskich aktorów Jędrzeja Taranka, Bartłomieja Firleta i Piotra Miazgi z kryminalnego-obyczajowego serialu telewizyjnego Ojciec Mateusz.

## Kontrowersje
Oryginalny teledysk do utworu zawierał sceny z widocznym przydrożnym krzyżem, choć później jedna ze scen została usunięta w teledysku do wersji Konkursu Piosenki Eurowizji. Po pierwszych doniesieniach, że krzyż został usunięty, pojawiły się zarzuty cenzury i dyskryminacji chrześcijan. Prezes zarządu Telewizji Polskiej Jacek Kurski wezwał wytwórnię Universal Music Polska do przywrócenia oryginalnej wersji teledysku. Oba teledyski są prawie identyczne, oprócz braku jednej sceny z uwidocznieniem przydrożnego krzyża w wersji przygotowanej do Konkursu Piosenki Eurowizji.
Przedstawicielka zespołu oświadczyła w wywiadzie, że krzyż został usunięty ze względu na regulamin Europejskiej Unii Nadawców (EBU) dotyczące promowania instytucji politycznych; dodała też, że sama nie jest odpowiedzialna za edycję wideo. Jednak postać Jana Nepomucena oraz druga scena z widocznym krzyżem, jest nadal widoczna w tle teledysku do wersji konkursowej.

Wszelkie zażalenia kierowałabym do organizatorów. Tulia oraz wydawca, wypełniają przepisy regulaminu, który trafia do nas od organizatorów – powiedziała przedstawicielka zespołu.

## Notowania

### Pozycje na listach radiowych
| Kraj   | Lista (2019)   | Najwyższa pozycja |
| ------ | -------------- | ----------------- |
| Polska | Radio Poznań   | 4                 |
| Polska | Radio PIK      | 31                |
| Polska | Radio Szczecin | 34                |

## Lista utworów
Digital download
1. „Pali się (Fire of Love)” – 2:45